# Phan Trường Sơn
Phan Trường Sơn (sinh năm 1959) là kiểm sát viên cao cấp đã nghỉ hưu người Việt Nam. Ông nguyên là Viện trưởng Viện kiểm sát nhân dân thành phố Đà Nẵng.

## Tiểu sử
Phan Trường Sơn sinh năm 1959.
Phan Trường Sơn là Đảng viên Đảng Cộng sản Việt Nam.
Ông có bằng Cử nhân Luật, và Cử nhân lí luận chính trị Đảng Cộng sản Việt Nam.
Năm 1999, Phan Trường Sơn được bổ nhiệm chức vụ Phó Viện trưởng Viện kiểm sát nhân dân thành phố Đà Nẵng.
Từ năm 1999 đến 1 tháng 8 năm 2013, Phan Trường Sơn là Phó Viện trưởng Viện kiểm sát nhân dân thành phố Đà Nẵng.
Ngày 1 tháng 8 năm 2013, Phan Trường Sơn, Phó Viện trưởng Viện kiểm sát nhân dân thành phố Đà Nẵng, được Viện trưởng Viện kiểm sát nhân dân tối cao Việt Nam Nguyễn Hòa Bình bổ nhiệm giữ chức vụ Viện trưởng Viện kiểm sát nhân dân thành phố Đà Nẵng nhiệm kì 5 năm, thay cho ông Trần Thanh Vân, Thành ủy viên Thành ủy Đà Nẵng được điều động làm Trưởng Ban Nội chính Thành ủy Đà Nẵng.
Ngày 3 tháng 4 năm 2016, Phan Trường Sơn được bổ nhiệm chức danh kiểm sát viên cao cấp.
Từ ngày 1 tháng 12 năm 2019, ông nghỉ hưu trí.